# Slowenische Euromünzen
Die slowenischen Euromünzen sind die von Slowenien in Umlauf gebrachten Euromünzen der gemeinsamen europäischen Währung Euro. Am 1. Januar 2007 trat Slowenien der Eurozone bei, womit die Einführung des Euros als zukünftiges Zahlungsmittel gültig wurde.

## Umlaufmünzen
Das Design der nationalen Seite der slowenischen Euromünzen wurde am 7. Oktober 2005 der Öffentlichkeit vorgestellt. Slowenien ersetzte am 1. Januar 2007 seine bisherige Währung Tolar durch den Euro. Im Juni 2006 wurde von den Finanzministern der Europäischen Union ein Wechselkurs von 239,640 Tolar für einen Euro festgelegt. Das Land hat damit auch das Recht, ungefähr 230 Millionen Euromünzen zu prägen, die einen Wert von ca. 80 Millionen Euro repräsentieren.
Die von Miljenko Licul, Maja Licul und Janez Boljka entworfenen Münzen werden am Rand mit dem von zwölf Sternen unterbrochenen Schriftzug SLOVENIJA (Slowenien) umschrieben. Die Münzen zeigen folgende Motive:
- 1 Cent: Ein Storch – das gleiche Motiv wie auf der früheren 20-Tolar-Münze.[2]
- 2 Cent: Der Fürstenstein („Knežji kamen“), umgedrehter Sockel einer römischen Säule aus Noricum, diente im Fürstentum Karantanien zur rituellen Einsetzung der in der Karnburg residierenden slawischen Fürsten.
- 5 Cent: Ivan Grohars Gemälde „Sejalec“ („Sämann“), der dreizehn Sterne sät. Laut der Beschreibung der Symbolik der Münze sollen die 13 Sterne gemeinsam mit den zwölf Sternen am Münzenrand die Anzahl der Mitgliedsländer der EU zum Zeitpunkt der Euroeinführung ergeben.[3] Mit späteren Erweiterungen und dem Austritt des Vereinigten Königreichs 2020 ist diese Symbolik heute historisch.
- 10 Cent: Jože Plečniks Entwurf für ein (nicht verwirklichtes) Parlamentsgebäude und die Inschrift „KATEDRALA SVOBODE“ (Kathedrale der Freiheit).
- 20 Cent: Zwei Lipizzaner mit der Inschrift „LIPICANEC“ (Lipizzaner).
- 50 Cent: Der Berg Triglav, der höchste Berg Sloweniens mit 2.864 m unterhalb des Sternbildes des Krebses (Slowenien wurde im Juni 1991 unabhängig) und die Inschrift „OJ TRIGLAV MOJ DOM“ (O Triglav, meine Heimat).
- 1 Euro: Primož Trubar (Autor des ersten slowenischsprachigen Buches), nach einem 1578 geschaffenen Holzschnitt von Jakob Lederlein, mit der Umschrift „STATI INU OBSTATI“ (stehen und bestehen).
- 2 Euro: Nationaldichter France Prešeren mit der Inschrift „FRANCE PREŠEREN“ und dem ersten Vers der siebten Strophe der Zdravljica (slowenische Nationalhymne): „Shivé [in heutiger Schreibweise Živé] naj vsi naródi“ (Ein Lebehoch den Völkern).

| 0,01 €                                          | 0,02 €           | 0,05 €                                         |
| ----------------------------------------------- | ---------------- | ---------------------------------------------- |
| 1 Cent                                          | 2 Cent           | 5 Cent                                         |
| Ein Storch                                      | Der Fürstenstein | „Sämann“ von Ivan Grohar                       |
| 0,10 €                                          | 0,20 €           | 0,50 €                                         |
| 10 Cent                                         | 20 Cent          | 50 Cent                                        |
| Entwurf Jože Plečniks für ein Parlamentsgebäude | Zwei Lipizzaner  | Der Berg Triglav und das Sternbild des Krebses |
| 1,00 €                                          | 2,00 €           | Rand der 2-€-Münze                             |
| 1 Euro                                          | 2 Euro           |                                                |
| Primož Trubar                                   | France Prešeren  | „Slowenien“ auf Slowenisch                     |

## Kontroverse/Besonderheiten
Die Abbildung des Fürstensteins auf der 2-Cent-Münze sorgte für Irritationen bei einigen Kärntner Politikern, da ihrer Ansicht nach der Fürstenstein kein historisches Element der Republik Slowenien ist und sie daher eine Vereinnahmung eines Kärntner Landessymbols befürchteten. Der damalige Kärntner Landeshauptmann Jörg Haider kritisierte das Vorhaben massiv. Nach der Bekanntgabe der slowenischen Regierung, den Fürstenstein auf den 2-Cent-Münzen abzubilden, ließ er diesen demonstrativ aus dem Kärntner Landesmuseum entfernen und in das Foyer der Kärntner Landesregierung stellen. Auf Haiders Initiative war der Fürstenstein von 2007 bis 2013 auf allen amtlichen Dokumenten und dem Briefpapier des Landes Kärnten als Symbol der Landesregierung abgebildet.
Gelegentlich wurde in den Medien im Zusammenhang mit der Abbildung des Fürstensteins auch die Darstellung von Lipizzanern auf der 20-Cent-Münze erwähnt. Österreich sieht die Lipizzaner, die auch auf der früheren österreichischen 5-Schilling-Münze abgebildet waren, als ein nationales Symbol an. Offizielle Proteste dagegen sind aber nicht bekannt, zumal die Lipizzaner ursprünglich vom slowenischen Gestüt Lipica stammen.
Regelwidrig ist die geneigte Stellung der Sterne auf der 10-Cent-Münze. Die Wertseite und die senkrechte Turmachse sind aufeinander abgestimmt, also markiert die Turmspitze das „Oben“. Die Sterne hätten – wie auf der italienischen 2-Cent-Münze – in senkrechter Position dargestellt werden müssen.
Das 1-Cent-Stück, das allgemein als Glücksbringer gilt, ist wegen des Storchenmotivs zunehmend als Geschenk zur Schwangerschaft oder Geburt eines Kindes beliebt, sodass die slowenische 1-Cent-Münze überdurchschnittlich im restlichen Euroraum verbreitet ist.

## Währungsumstellung und Einführung des Euros in Slowenien
Seit dem 1. März 2006 erfolgte die Preisauszeichnung in Slowenien sowohl in Tolar als auch in Euro. Die Eurobargeldeinführung umfasste den Umtausch von 442 Millionen Münzen und 108 Millionen Banknoten, die auf Tolar lauteten, in 155 Millionen Euromünzen und 42 Millionen Eurobanknoten. Ab Anfang September 2006 wurden Banken und Großhändler durch die Banka Slovenije mit Eurobargeld versorgt.

## Prägestätten
Da es in Slowenien keine Münzprägeanstalt gibt, wurden die Münzen des Jahrgangs 2007 in Finnland bei der Suomen Rahapaja mit Fi als Münzzeichen geprägt. 2008 wurden die Münzen von der Königlichen Niederländischen Münze mit den entsprechenden Münzzeichen und Münzmeisterzeichen hergestellt. Von 2009 bis 2011 war wieder die finnische Prägestätte für die Herstellung der slowenischen Euromünzen zuständig, sowie 2012 und 2013 die slowakische Mincovňa Kremnica, jeweils ohne Kennzeichnung der Prägestätte.

## 2-Euro-Gedenkmünzen
| Nr. | Bild | Ausgabedatum Bildreferenz | Anlass                                                                                      | Amtsblatt Referenz | Auflage   |
| --- | ---- | ------------------------- | ------------------------------------------------------------------------------------------- | ------------------ | --------- |
| 1   |      | 25. März 2007             | 50. Jahrestag der Unterzeichnung des Vertrags von Rom Euro-13-Gemeinschaftsausgabe          | [ 8 ] [ 9 ]        | 0.400.000 |
| 2   |      | 26. Mai 2008              | 500. Geburtstag Primož Trubars                                                              | [ 11 ] [ 12 ]      | 1.000.000 |
| 3   |      | 5. Januar 2009            | Zehnjähriges Bestehen der Wirtschafts- und Währungsunion (WWU) Euro-16-Gemeinschaftsausgabe | [ 14 ] [ 15 ]      | 1.000.000 |
| 4   |      | 10. Mai 2010              | 200 Jahre Botanischer Garten in Ljubljana                                                   | [ 17 ] [ 18 ]      | 1.000.000 |
| 5   |      | 21. März 2011             | 100. Geburtstag des Nationalhelden Franc Rozman – Stane                                     | [ 20 ] [ 21 ]      | 1.000.000 |
| 6   |      | 3. Januar 2012            | 10. Jahrestag der Einführung des Euro-Bargelds Euro-17-Gemeinschaftsausgabe                 | [ 23 ] [ 24 ]      | 1.000.000 |
| 7   |      | 4. Februar 2013           | 800. Jahrestag des ersten Besuchs der Höhlen von Postojna                                   | [ 26 ] [ 27 ]      | 1.000.000 |
| 8   |      | 17. November 2014         | 600. Jahrestag der Krönung Barbara von Cillis                                               | [ 29 ] [ 30 ]      | 1.000.000 |
| 9   |      | 9. November 2015          | Emona – Ljubljana                                                                           | [ 32 ] [ 33 ]      | 1.000.000 |
| 10  |      | 7. Dezember 2015          | Dreißigjähriges Bestehen der EU-Flagge Euro-19-Gemeinschaftsausgabe                         | [ 35 ] [ 36 ]      | 1.000.000 |
| 11  |      | 20. Juni 2016             | 25. Jahrestag der Unabhängigkeit der Republik Slowenien                                     | [ 38 ] [ 39 ]      | 1.000.000 |
| 12  |      | 2. Februar 2017           | 10. Jahrestag der Einführung des Euro in Slowenien                                          | [ 41 ] [ 42 ]      | 1.000.000 |
| 13  |      | 14. Mai 2018              | Weltbienentag                                                                               | [ 44 ] [ 45 ]      | 1.000.000 |
| 14  |      | 25. November 2019         | 100 Jahre Universität Ljubljana                                                             | [ 47 ] [ 48 ]      | 1.000.000 |
| 15  |      | 23. Dezember 2020         | 500. Geburtstag von Adam Bohorič                                                            | [ 50 ] [ 51 ]      | 1.000.000 |
| 16  |      | 25. Oktober 2021          | 200 Jahre krainisches Landesmuseum                                                          | [ 53 ] [ 54 ]      | 1.000.000 |
| 17  |      | 2. März 2022              | 150. Geburtstag von Jože Plečnik                                                            | [ 56 ] [ 57 ]      | 1.000.000 |
| 18  |      | 1. Juli 2022              | 35 Jahre Erasmus-Programm Euro-19-Gemeinschaftsausgabe                                      | [ 59 ] [ 60 ]      | 1.000.000 |
| 19  |      | 19. Dezember 2023         | 150. Geburtstag Josip Plemeljs                                                              | [ 62 ] [ 63 ]      | 1.000.000 |
| 20  |      | 2024                      | 250 Jahre National- und Universitätsbibliothek                                              | [ 64 ]             | 1.000.000 |
| 21  |      | 2025                      | 100. Geburtstag Miki Musters                                                                | [ 65 ]             |           |

## Sammlermünzen
Es folgt eine Auflistung aller Sammlermünzen Sloweniens bis 2021.
- 3 Euro: Material: Kern: Kupfernickel (75 % Cu, 25 % Ni); Ring: Messing (78 % Cu, 20 % Zn, 2 % Ni) – Durchmesser: 32 mm – Masse: 15 g

| Nr. | Abbildung | Abbildung | Thema der 3-Euro-Münze | Ausgabedatum       | Auflage       | Auflage     |
| Nr. | Bildseite | Rückseite | Thema der 3-Euro-Münze | Ausgabedatum       | Normalprägung | Handgehoben |
| --- | --------- | --------- | --- | ------------------ | ------------- | ----------- |
| 1   |           |           | Ratspräsidentschaft der Europäischen Union Predsedovanje Evropski uniji                                                                                       | 14. April 2008     | 350.000       | 4.000       |
| 2   |           |           | 100. Jahrestag des Erstfluges mit einem Motorflugzeug in Slowenien 100-letnica prvega poleta z motornim letalom na Slovenskem                                 | 1. Juni 2009       | 200.000       | –           |
| 3   |           |           | Ljubljana – Welthauptstadt des Buches Ljubljana – svetovna prestolnica knjige                                                                                 | 12. April 2010     | 215.000       | 10.000      |
| 4   |           |           | 20. Jahrestag – Unabhängigkeit von Slowenien 20. obletnica samostojnosti Republike Slovenije                                                                  | 20. Juni 2011      | 274.000       | 9.000       |
| 5   |           |           | 100. Jahrestag der ersten olympischen Medaille 100. obletnica osvojitve prve olimpijske medalje                                                               | 18. Juni 2012      | 274.000       | 9.000       |
| 6   |           |           | 300. Jahrestag des Tolminer Bauernaufstands 300. obletnica velikega tolminskega punta                                                                         | 25. Februar 2013   | 178.000       | 5.000       |
| 7   |           |           | 200. Geburtstag des Fotografen Janez Puhar 200-letnica rojstva fotografa Janeza Puharja                                                                       | 17. November 2014  | 130.000       | 3.500       |
| 8   |           |           | 500. Jahrestag des ersten slowenischen gedruckten Textes 500. obletnica prvega slovenskega tiskanega besedila                                                 | 15. Juni 2015      | 120.000       | 3.000       |
| 9   |           |           | 150-jähriges Jubiläum des Roten Kreuzes in Slowenien 150. obletnica Rdečega križa na Slovenskem                                                               | 20. Juni 2016      | 100.000       | 2.500       |
| 10  |           |           | 100. Jahrestag der Deklaration vom Mai 100. obletnica Majniške deklaracije                                                                                    | 29. Mai 2017       | 80.000        | 1.500       |
| 11  |           |           | 100. Jahrestag des Endes des Ersten Weltkriegs 100. obletnica konca 1. svetovne vojne                                                                         | 12. November 2018  | 60.000        | 1.500       |
| 12  |           |           | 100. Jahrestag der Angliederung von Prekmurje an das Mutterland 100. obletnica priključitve Prekmurja k matični domovini                                      | 12. August 2019    | 50.000        | 1.000       |
| 13  |           |           | 30. Jahrestag der Volksabstimmung über die Unabhängigkeit der Republik Slowenien 30. obletnica plebiscita o samostojnosti in neodvisnosti Republike Slovenije | 23. Dezember 2020  | 40.000        | 750         |
| 14  |           |           | 300-jähriges Jubiläum von Škofja Loka Passionsspiel 300. obletnica Škofjeloškega pasijona                                                                     | 12. Mai 2021       | 40.000        | 750         |
| 15  |           |           | 30. Jahrestag – Staatlichkeit der Republik Slowenien 30. obletnica državnosti Republike Slovenije                                                             | 25. Oktober 2021   | 50.000        | 1.000       |
| 16  |           |           | 150. Geburtstag des Malers Matija Jama 150. obletnica rojstva slikarja Matije Jame                                                                            | 2. März 2022       | 50.000        | 1.000       |
| 17  |           |           | 110. Geburtstag des slowenischen Schriftstellers Boris Pahor                                                                                                  | 19. September 2023 | 60.000        | 1.250       |
| 18  |           |           | Nationalfeiertag – Slowenischer Sporttag | 19. September 2023 | 60.000        | 1.250       |
| 19  |           |           | 150. Geburtstag von Rudolf Maister | 18. Dezember 2024  | 60.000        | 2.000       |
| 20  |           |           | Kulturhauptstadt Europas 2025 Nova Gorica | 2. Juli 2025       | 60.000        |             |

- 30 Euro: Material: 925er Silber – Durchmesser: 32 mm – Masse: 15 g
- 100 Euro: Material: 900er Gold – Durchmesser: 24 mm – Masse: 7 g

| Nr. | Thema                                                                            | Ausgabedatum       | Auflage    | Auflage     |
| Nr. | Thema                                                                            | Ausgabedatum       | 30 Euro PP | 100 Euro PP |
| --- | -------------------------------------------------------------------------------- | ------------------ | ---------- | ----------- |
| 1   | EU-Ratspräsidentschaft                                                           | 3. Januar 2008     | 8.000      | 5.000       |
| 2   | 250. Geburtstag von Valentin Vodnik                                              | 28. Januar 2008    | 8.000      | 5.000       |
| 3   | 100. Geburtstag des Malers Zoran Mušič                                           | 12. Februar 2009   | 8.000      | 6.000       |
| 4   | 100 Jahre Motorflug in Slowenien                                                 | 1. Juni 2009       | 8.000      | 6.000       |
| 5   | Skiflug-Weltmeisterschaft in Planica                                             | 15. März 2010      | 7.000      | 5.000       |
| 6   | Ljubljana – Weltbuchhauptstadt                                                   | 12. April 2010     | 6.000      | 4.000       |
| 7   | 20 Jahre Unabhängigkeit Sloweniens                                               | 20. Juni 2011      | 3.500      | 2.500       |
| 8   | Ruder-Weltmeisterschaften in Bled                                                | 22. August 2011    | 3.500      | 2.500       |
| 9   | Europäische Kulturhauptstadt – Maribor 2012                                      | 16. Januar 2012    | 3.500      | 2.500       |
| 10  | 100. Jahrestag der ersten olympischen Medaille                                   | 18. Juni 2012      | 3.500      | 2.500       |
| 11  | 300. Jahrestag des Tolminer Bauernaufstands                                      | 25. Februar 2013   | 2.000      | 1.500       |
| 12  | 200. Geburtstag des Photographen Janez Puhar                                     | 17. November 2014  | 2.000      | 1.500       |
| 13  | 500 Jahre gedruckter Text in slowenischer Sprache                                | 15. Juni 2015      | 2.500      | 1.500       |
| 14  | 150 Jahre Rotes Kreuz in Slowenien                                               | 20. Juni 2016      | 2.000      | 1.000       |
| 15  | 100 Jahre Mai-Deklaration                                                        | 29. Mai 2017       | 2.000      | 1.000       |
| 16  | 100. Jahrestag des Ende des Ersten Weltkriegs                                    | 12. November 2018  | 1.500      | 750         |
| 17  | 100. Jahrestag des Anschlusses von Prekmurje an das Mutterland                   | 12. August 2019    | 8.000      | 500         |
| 18  | 30. Jahrestag der Volksabstimmung über die Unabhängigkeit der Republik Slowenien | 23. Dezember 2020  | 1.000      | 500         |
| 19  | 300 Jahre Škofja Loka                                                            | 12. Mai 2021       | 1.000      | 500         |
| 20  | 30 Jahre Republik Slowenien                                                      | 2021               | 1.250      | 750         |
| 21  | 150. Geburtstag von Matija Jama                                                  | 2022               | 1.250      | 750         |
| 22  | 110. Geburtstag des slowenischen Schriftstellers Boris Pahor                     | 19. September 2023 | 1.250      | 750         |
| 23  | Nationalfeiertag – Slowenischer Sporttag                                         | 19. September 2023 | 1.250      | 750         |
| 24  | 150. Geburtstag von Rudolf Maister                                               | 18. Dezember 2024  | 1.250      | 750         |
| 25  | Kulturhauptstadt Europas 2025 Nova Gorica                                        | 2. Juli 2025       | 1.250      | 750         |